# Dante Castellucci
Dante Castellucci (Sant'Agata di Esaro, 6 agosto 1920 – Adelano, 22 luglio 1944) è stato un partigiano italiano.
Accusato di furto, fu fucilato dai suoi stessi compagni di lotta. Le accuse si rivelarono poi false. La vicenda, come l'eccidio di Porzûs e l'uccisione di Riccardo Fedel, il comandante partigiano che aveva dato vita alla Repubblica del Corniolo, costituisce una pagina nera della lotta partigiana. 

## Biografia

Monumento al partigiano di Parma inserito in copertina al libro il piombo e l'argento

Dante Castellucci era considerato uno dei combattenti più importanti della Banda Cervi a cui era aggregato e dopo l'esecuzione del gruppo Cervi gli riuscì una rocambolesca fuga. Successivamente fu comunicato dal Partito comunista di Reggio Emilia al dirigente comunista Luigi Porcari che Castellucci fosse un delatore al servizio dei nazifascisti nonché responsabile della cattura della Banda Cervi e quindi doveva essere fucilato subito. A Porcari non venne fornito il benché minimo argomento per supportare tale ipotesi, e il futuro Facio si presenta spontaneamente al compagno Porcari il quale scrive dell'ottima impressione ricevuta e del convincimento di irriducibile antifascista di Dante; inoltre quest'ultimo descrive coerentemente la cattura del gruppo Cervi e come lui fosse riuscito a evitare la fucilazione fingendosi un francese gollista (era noto il passato di attore di Dante Castellucci e quindi la sua capacità di travisarsi): di qui la successiva fuga, la ricattura e l'ulteriore fuga.
Quanto raccontato non ha ombre ed è coerente sia con quanto conosce Porcari sia col periodo sia con le capacità personali di Dante. Porcari decide di metterlo alla prova e lo fa aggregare al “Guido Picelli” e Dante assume il nome di battaglia Facio, leggendario brigante calabrese. Porcari ordina a Fermo Ognibene, nome di battaglia Alberto, comunista e comandante del Guido Picelli di tener ben d'occhio Facio e di fucilarlo al primo sospetto. Ma Facio dimostra di essere leale e assai coraggioso come dimostrano alcune azioni contro i nazifascisti diventate leggendarie fra i partigiani della Brigata Guido Picelli. Il Guido Picelli per esigenze militari viene suddiviso in due formazioni e Fermo Ognibene assegna il comando di una di queste a Facio che è molto amato dai compagni. Nel marzo del 1944 Alberto cioè Fermo Ognibene cade in combattimento e il comando di tutta la Brigata Guido Picelli viene rilevato da Facio e la Brigata si insedia nell'Alta Lunigiana. ed è la brigata in cui andrà a combattere Laura Seghettini, la compagna di Facio dopo la fucilazione di Facio stesso.
Facio viene fucilato presso Adelano, una piccola frazione del comune di Zeri in provincia di Massa Carrara all'alba del 22 luglio 1944, accusato del furto di un lancio di rifornimento paracadutato dagli alleati, ma con il tempo, e secondo molte testimonianze, tale accusa fu definita del tutto infondata.
Era molto amato all'interno del Guido Picelli: poco prima della fucilazione diversi compagni, che dovevano tenerlo prigioniero gli proposero di liberarlo e anche di coprirgli la fuga, forse anche militarmente, ma Facio rifiutò una simile scappatoia.
Nella sua vicenda fu implicato Antonio Cabrelli, nome di battaglia “Salvatore”, personaggio conosciuto per aver avuto legami col regime fascista ma riuscito comunque ad arrivare al ruolo di commissario politico in un distaccamento del battaglione «Guido Picelli». Cabrelli, sospettato di complotto da diversi comunisti, in primis da Laura Seghettini, per quanto accaduto a Facio lasciò il Partito comunista ed entrò nel PSI assumendo nell'immediato una carica pubblica nell'amministrazione comunale di Pontremoli.
- testimonianza di Laura Seghettini

Ricordo perfettamente quelle ore, anche se sono passati quarantasei anni. Sono arrivata ad Adelano nel cuore della notte, mentre lo stavano processando. Lui non si difendeva. Sembrava vivere uno stato d'animo a metà tra la fierezza, la dignità e la depressione. Non aveva paura. Forse aveva già deciso di accettare la morte. Dopo la sentenza sono rimasta con lui fino all'alba insieme agli uomini di guardia, che volevano farlo scappare. Ma Facio non ha accettato. "Un giorno qualcuno, mi ha detto, farà luce sulla mia storia." Aveva un coraggio incredibile, non ha avuto paura. Come non l'aveva mai avuta durante la sua guerra di resistenza. Sempre il primo nelle azioni, l'ultimo a riposarsi, a mangiare. Sempre disponibile con i suoi uomini. All'alba lo hanno preso e lo hanno portato fuori. Ho saputo dopo che il plotone non voleva sparare. Ho saputo che ha gridato Viva l'Italia. No, non si doveva uccidere un uomo così. Aveva solo venticinque anni.»

## La vicenda
Castellucci si può definire come un partigiano «anomalo», quali furono Mario Musolesi e Silvio Corbari, per il loro pensiero e talvolta per il modo di agire fortemente autonomi. La sua fama nacque durante la battaglia del Lago Santo dove, con soli 9 uomini e dopo circa 20 ore di lotta, mise in fuga un reparto di un centinaio di tedeschi. Il suo nome di battaglia è indicativo del suo istinto ribelle nella realtà storica: infatti "Facio" fu brigante calabrese che aveva combattuto duramente contro i Borboni, prima e contro i piemontesi dopo, una di quelle persone che non avevano timore a scontrarsi con eserciti regolari in presenza di soprusi e violenze contro la povera gente.
Laura Seghettini, che avrebbe dovuto diventare moglie di Dante, analizza la sentenza di condanna stesa dopo la fucilazione e si avvede che le motivazioni son ben diverse da quelle raccontate da "Facio" e dai compagni che non lo avevano abbandonato durante la notte precedente l'esecuzione; manca soprattutto l'accusa di sabotaggio che non gli è stata contestata durante la requisitoria.
In pratica gli viene semplicemente contestato di essersi appropriato di un bidone di sterline paracadutato dagli alleati inglesi. «Facio» in quel momento, secondo altre testimonianze, è ben distante dal punto di lancio cioè dall'altra parte della vallata. Laura dopo l'esecuzione di Dante va a combattere con i partigiani del parmense e dopo la guerra inizia l'iter per avere giustizia e riabilitazione per "Facio".
Incontra Giorgio Amendola che le comunica che non vi son prove per incriminare «Salvatore» ovvero Antonio Cabrelli che era stato quello che aveva messo in moto il meccanismo d'accusa, anche se il partito non si fida di lui. A quel punto, forse capita la situazione che si sta preparando nei suoi confronti, Antonio Cabrelli fa un rapido cambiamento di partito e va nel PSI. Assume la carica di consigliere e poi assessore a Pontremoli.
Ma Antonio Cabrelli fa una fine singolare e ambigua: muore in un incidente stradale con una donna che Laura conferma essere ex spia dell'OVRA, per cui vi son sospetti sulla morte del Cabrelli interpretabile come eliminazione di un personaggio assai scomodo, non è l'unico caso dopo la guerra che personaggi scomodi , per vari motivi, muoiono in ambigui incidenti stradali od a causa delle conseguenze di tali incidenti, esempi ne sono i comandanti partigiani Aldo Gastaldi di tendenze monarchiche molto legato a Paolo Emilio Taviani, Emilio Canzi anarchico, comandante della XIII zona operativa del piacentino e combattente della Guerra di Spagna e Ilio Barontini comunista e rivoluzionario di professione che ha combattuto dalla Cina alla Spagna, dall'Etiopia alla Francia e ovviamente in Italia.
La posizione dello storico Paolo Pezzino sul Cabrelli è più articolata:
In sostanza Paolo Pezzino ipotizza che l'azione del Cabrelli indipendentemente da chi tirasse i fili che lo facevano agire non fu ostacolata all'interno di settori del partito comunista in quanto Facio intendeva riportare senza discussioni il Guido Picelli nel parmense indebolendo quindi la parte di Resistenza che faceva capo al partito comunista in Lunigiana, se quindi vi fu un obiettivo comune fra un infiltrato dai fascisti e pezzi del partito comunista è logica conseguenza l'eliminazione di tale infiltrato di cui parla Laura Seghettini in compagnia sempre a detta di Laura Seghettini di una riconosciuta spia dell'OVRA .

### Onorificenza
Nel 1963 fu conferita la medaglia d'argento a Facio, un fatto che Carlo Spartaco Capogreco definisce un «capolavoro di ipocrisia».
 Medaglia d'argento al valor militare
Trascrizione della Relazione pronunciata da Paolo Pezzino a Sarzana, il 16 marzo 2007, per la presentazione, in prima nazionale, del volume Il piombo e l'argento.